# Menon (basquetebolista)
Luiz Cláudio Menon (São Paulo, 7 de fevereiro de 1944) é um ex jogador brasileiro de basquetebol. Menon fez parte da "geração de ouro" do basquete brasileiro, sendo campeão mundial em 1963 e só não esteve na equipe que conquistou a medalha de bronze em 1964 pois decidiu abandonar temporariamente a carreira para se dedicar ao estudo da medicina, atividade que passou a exercer após o fim da carreira de jogador.
Em 1972 foi escolhido para carregar a bandeira brasileira no desfile de abertura das Olimpíadas de Munique, momento que considera o mais gratificante de toda a sua carreira. 

## Títulos
Seleção Brasileira
- Campeonato Mundial: 1963
- Vice-campeão do Campeonato Mundial: 1970
- Jogos Pan-Americanos: 1971
- Vice-campeão dos Jogos Pan-Americanos: 1963

Sírio
- Campeonato Paulista: 3 vezes (1967, 1970 e 1971)
- Vice-campeão do Campeonato Paulista: 3 vezes (1963, 1968 e 1969)
- Campeonato Brasileiro: 3 vezes (1968, 1970 e 1972)
- Vice-campeão do Campeonato Brasileiro: 2 vezes (1969, 1971)